# Asplenium dregeanum
Asplenium dregeanum är en svartbräkenväxtart. Asplenium dregeanum ingår i släktet Asplenium och familjen Aspleniaceae.

## Underarter
Arten delas in i följande underarter:
- A. d. brachypterum
- A. d. dregeanum

## Bildgalleri

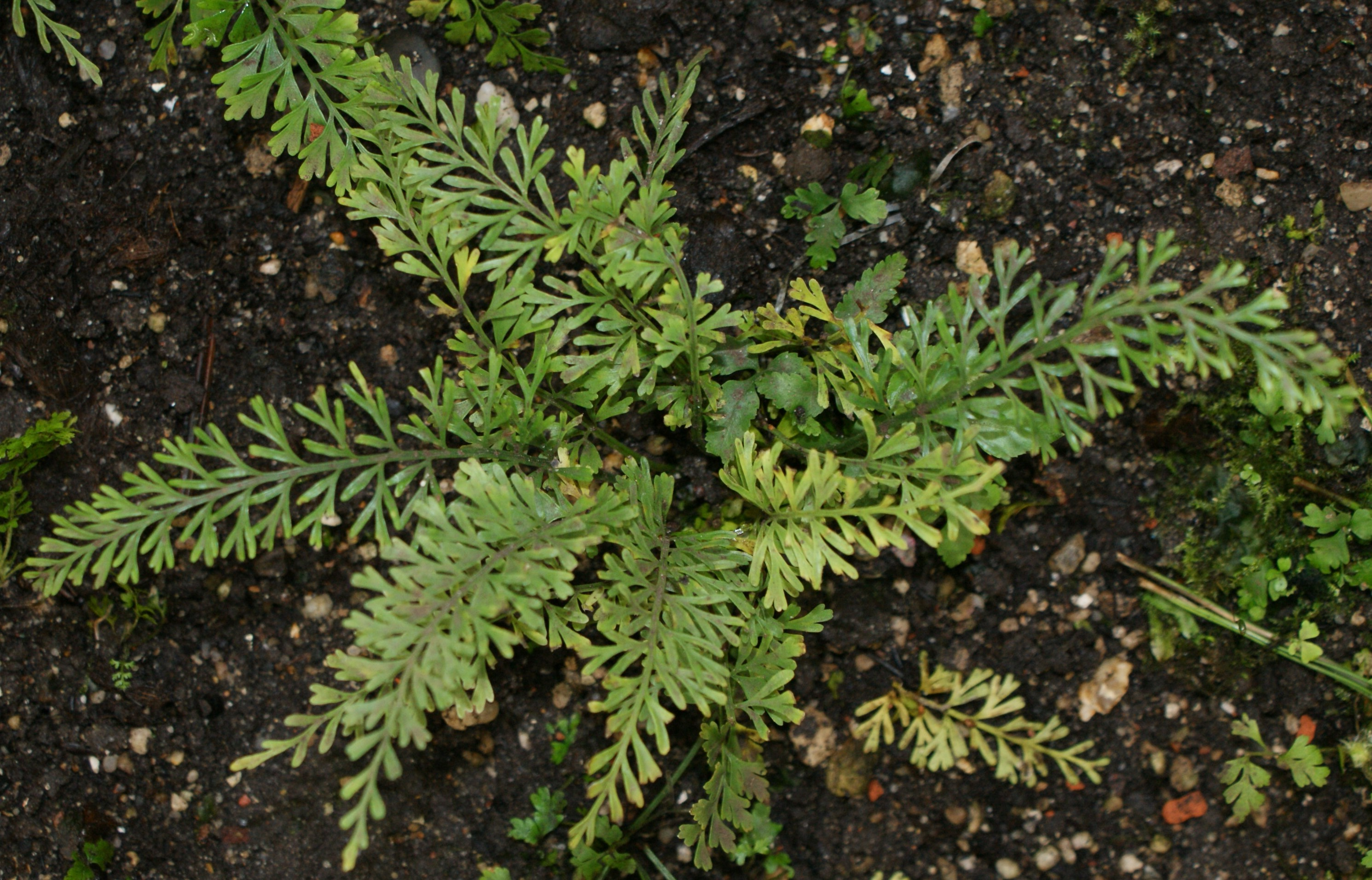
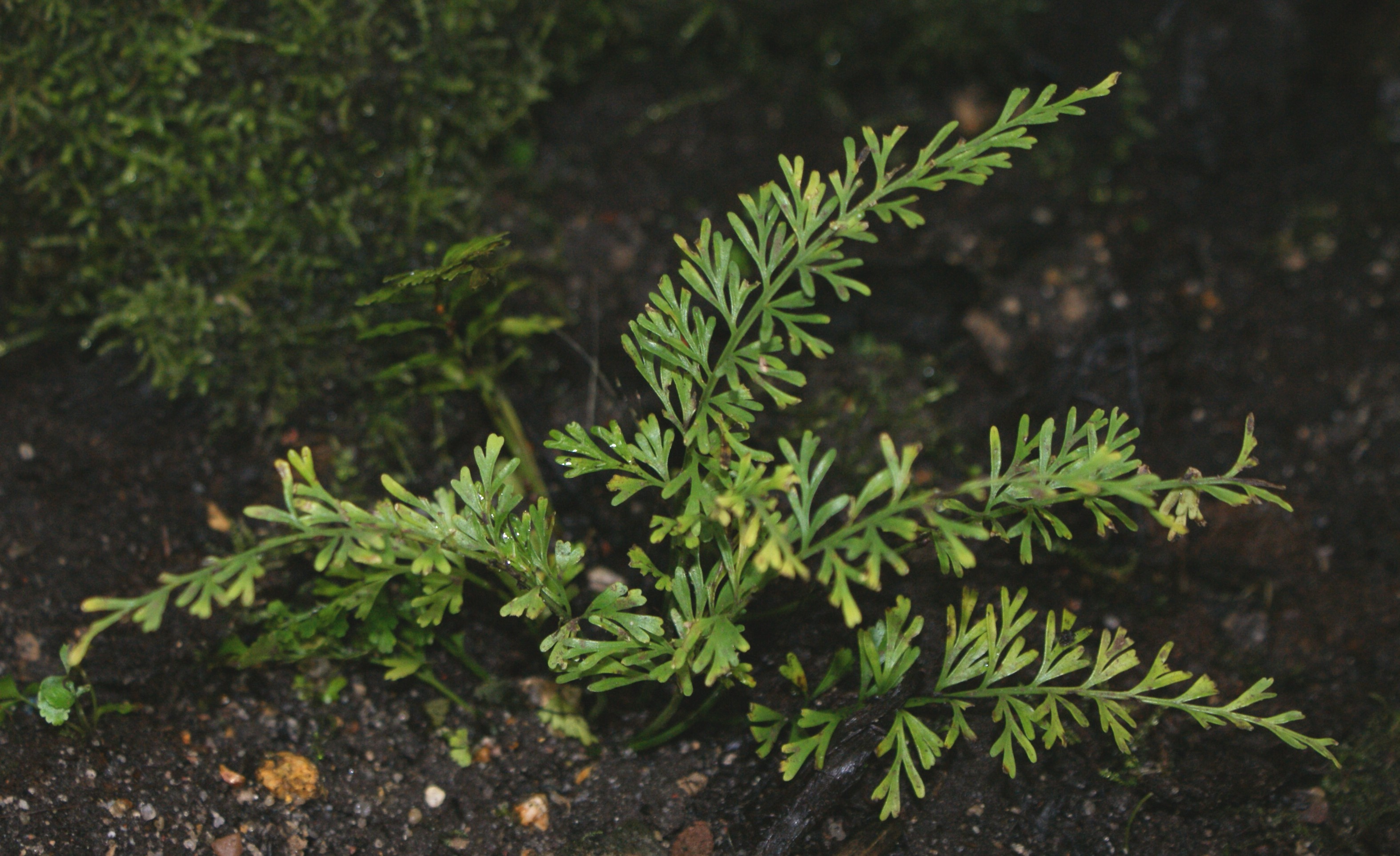